# Short Nimbus
El Short Nimbus fue un entrenador de planeador biplaza británico diseñado en 1947 por miembros de la oficina de diseño de Short Brothers, que recientemente habían formado el Rochester Gliding Club. La empresa apoyó esta iniciativa proporcionando de forma gratuita una oficina de dibujo y un taller, asignando al Nimbus uno de sus números de constructor (S.1312). El planeador fue registrado en la Asociación Británica de Vuelo sin Motor y se le asignó la matrícula BGA470. El Nimbus fue el último avión diseñado, construido y volado desde las fábricas de Rochester.

## Diseño
El Nimbus era un planeador de entrenamiento de madera, biplaza, con alas de gaviota y ala baja. Los dos pilotos estaban alojados en una cabina en tándem con capota de metacrilato. El plano de cola estaba unido al fuselaje inmediatamente por delante del empenaje único de cola. El tren de aterrizaje constaba de una única rueda de aterrizaje central, parcialmente empotrada debajo del piloto trasero y un patín de cola debajo del empenaje.

## Historia operacional
Aunque se mostró un gran interés en todos los lugares donde voló el Nimbus, sólo se recibió un pedido provisional, lo que lo hizo inviable como propuesta comercial. Participó en la segunda exhibición aérea de la SBAC en 1947, en Radlett y ocupó el segundo lugar en la categoría de diseño de biplazas de la Asociación Británica de Vuelo sin Motor en 1947. Después de muchos años de servicio en varios clubes de vuelo sin motor, incluida la participación en muchas competiciones, fue adquirido en 1985 como exhibición por el Ulster Folk and Transport Museum en Cultra, Holywood, cerca de Belfast, exhibiéndose finalmente en 1989 después de una restauración.

## Operadores
Reino Unido
- Rochester Gliding Club
- Shorts Gliding Club, Belfast

## Especificaciones
Referencia datos: Barnes and James

### Características generales
- Tripulación: Dos (pilotos)
- Longitud: 8,2 m (26,8 ft)
- Envergadura: 18,9 m (62 ft)
- Superficie alar: 21 m² (226 ft²)
- Perfil alar: Göttingen 535 / Clark Y
- Peso vacío: 363 kg (800,1 lb)
- Peso cargado: 544 kg (1199 lb)
- Alargamiento: 16:1[4]

### Rendimiento
- Velocidad de entrada en pérdida (Vs): 55 km/h (34 MPH; 30 kt) [4]
- Máximo régimen de planeo: 1:25,8 a 60,5 km/h
- Tasa de descenso: 0,012 m/s (2,3 pies/min)[4]